# Thoiras
Thoiras é uma comuna francesa na região administrativa de Occitânia, no departamento de Gard. Estende-se por uma área de 22,89 km². Em 2010 a comuna tinha 454 habitantes (densidade: 19,8 hab./km²).